# Sainte-Ligue (1684)
 (juillet 2012).
Si vous disposez d'ouvrages ou d'articles de référence ou si vous connaissez des sites web de qualité traitant du thème abordé ici, merci de compléter l'article en donnant les références utiles à sa vérifiabilité et en les liant à la section « Notes et références ».
La Sainte Ligue ou Societas offensivi et defensivi belli est une coalition composée du Saint-Empire romain germanique, de la république des Deux Nations (Pologne, Lituanie) et de la république de Venise et signée le 5 mars 1684 à Linz, à l'initiative du pape Innocent XI, dans le but de lutter contre l'expansion des Ottomans en Europe. Le tsarat de Russie rejoignit l'alliance en 1686.

## Histoire
La Sainte Ligue est fondée notamment à la suite de la bataille de Vienne, qui brisa le siège des Ottomans et stoppa leur avancée en Europe centrale. Marc d'Aviano, envoyé par le pape Innocent XI pour inciter les nations catholiques à s'unir, est une personnalité-clé qui a permis l'émergence de la Sainte-Ligue. Celle-ci est active lors de la grande guerre austro-turque (1683-1699). C'est dans ce cadre que la république de Venise conquit le Péloponnèse sous la conduite du doge Francesco Morosini au cours de la première guerre de Morée. La coalition fut finalement dissoute en 1699 en conclusion du traité de Karlowitz.